# Soledad Carrasco Urgoiti
María Soledad Carrasco Urgoiti (Madrid, 18 de enero de 1922-Nueva York, 5 de octubre de 2007) fue una filóloga y arabista española, residente en Estados Unidos, investigadora de la cultura morisca.

## Trayectoria
Nació en Madrid en 1922. Estudió en la Institución Libre de Enseñanza y se licenció de Filosofía y Letras en la Universidad Central de Madrid en 1944.
Inició su labor docente en el Colegio Estudio, hasta que se trasladó a Estados Unidos, donde ejerció la docencia y profundizó en el tema de la «moriscología». Presentó su tesis doctoral El moro de Granada en la Literatura. Del siglo XV al XX, en la Universidad de Columbia en 1955. Realizó también numerosas incursiones en el terreno de la antropología con libros como “Estudios sobre fiestas de moros y cristianos”, así como también en el folclore. Investigó la problemática de los influjos y relaciones entre cristianos viejos y neoconversos, destacando dos estudios: El problema de los moriscos de la Corona de Aragón en los comienzos del reinado de Felipe II y El moro retador y el moro amigo. Fue profesora de la Universidad de Columbia y del Hunter College, centro adscrito a la Universidad de la Ciudad de Nueva York.
Recibió los premios Ángel Ganivet y María Zambrano, y era nieta de Nicolás María de Urgoiti, el impulsor del periódico El Sol, cuya obra estaba recopilando sin poder concluir la tarea. Falleció el 5 de octubre de 2007 en Nueva York, a los 85 años de edad.

## Obra
- El moro de Granada en la literatura (del siglo XV al XIX) (1956)[5]
- The Moorish novel: El Abencerraje y Pérez de Hita (1976)[6]
- El problema morisco en Aragón a comienzos del reinado de Felipe II (1969)[6]
- El moro retador y el moro amigo: estudios sobre fiestas y comedias de moros y cristianos (1996)[7]

## Reconocimientos
En 2020, fue incluida dentro del proyecto “Mujeres Investigadoras en los Archivos Estatales (1900-1970)” para la descripción archivística y creación de un micrositio específico en el Portal de Archivos Españoles (PARES), desarrollado entre 2020-2023. Este proyecto ha sido impulsado por la Subdirección General de Archivos Estatales, con el objetivo visibilizar la labor de investigación realizada en España por las mujeres en el intervalo 1900-1970 partiendo de los registros documentales que se conservan en los Archivos de Gestión de los AAEE del Ministerio de Cultura (el Archivo Histórico Nacional, el Archivo de la Corona de Aragón, el Archivo General de Simancas, el Archivo General de Indias, el Archivo de la Real Chancillería de Valladolid, el Archivo General de la Administración y el Centro de Información Documental de Archivos).